# Pigmento accessorio
Il più importante pigmento nel meccanismo di assorbimento della luce nelle piante è la clorofilla, e più precisamente la "clorofilla A". Gli altri vengono chiamati pigmenti accessori.

## Tipologie e meccanismo di azione
I carotenoidi sono un gruppo di pigmenti accessori presenti in tutti gli organismi fotosintetici. Contengono circa 40 atomi di carbonio, spesso senza atomi di ossigeno. Sono chimicamente diversi dalla clorofilla e consistono in anelli concatenati con atomi di carbonio. Assorbono principalmente la luce tra 460 e 550 nm e sono sia gialli, che rossi o arancioni; riflettono la luce nella rispettive lunghezze d'onda.
Essi svolgono due importanti funzioni: ampliano lo spettro di assorbimento; proteggono la pianta da processi di foto ossidazione.